# District de Massingir
Le district de Massingir est une subdivision administrative de la province de Gaza dans le sud-ouest du Mozambique. En 2007, sa population est de 28 470 habitants.

## Source de la traduction
- (en) Cet article est partiellement ou en totalité issu de l’article de Wikipédia en anglais intitulé « Massingir District » (voir la liste des auteurs).